# Rue de la Fromagerie (Paris)
Pour les articles homonymes, voir Rue de la Fromagerie.
La rue de la Fromagerie est une ancienne rue de Paris, qui a disparu lors de la construction des Halles centrales  en 1857.

## Origine du nom
Son nom provient des marchands de fromages qui y étaient installés.

## Situation
Située dans l'ancien 4e arrondissement, quartier des Marchés, la rue de la Fromagerie se trouvait sous la Pointe Saint-Eustache, dans l'axe de la rue Montmartre, entre le pilori des Halles et l'ancienne Halle au Blé.
Elle commençait rue du Marché-aux-Poirées et finissait aux 79-48, rue de la Tonnellerie,. Elle était située face au carreau de la Halle et au fief d'Alby, à l'emplacement de l'actuel forum des Halles.
Ses numéros étaient noirs. Le dernier numéro impair était le no 19. Il n'y avait pas de numéros pairs du côté longeant ce qui était la Halle à la viande en 1836, ancienne halle au blé jusque vers 1760 puis Halle aux fruits en 1789.

## Historique
Cette voie est citée dans Le Dit des rues de Paris de Guillot de Paris comme « rue de la Formagerie ».
Elle est citée sous le nom de « rue de la Fromeaigerie » dans un manuscrit de 1636.
Elle a aussi porté le nom de « rue de la Vieille-Fromagerie ».
Elle fut d'abord réunie à la rue du Marché-aux-Poirées, puis supprimée vers 1854, lors de la création des Halles centrales.